# تيري بيتر
تيري بيتر (بالإنجليزية: Terry Angus)‏ (14 يناير 1966 بكوفنتري في المملكة المتحدة - ) هو لاعب كرة قدم بريطاني في مركز الدفاع. لعب مع نادي فولهام ونادي نورثامبتون تاون ونونيتون بورو ‏ ونادي سلاو تاون.

## وصلات خارجية
- تيري بيتر على موقع قاعدة بيانات كرة القدم.إي يو (الإنجليزية)
- تيري بيتر على موقع Soccerbase.com (لاعب) (الإنجليزية)